# Israelische Badmintonmeisterschaft 2017
Die Israelische Badmintonmeisterschaft 2017 fand vom 12. bis zum 13. Mai 2017 im Kibbuz Hatzor statt.

## Medaillengewinner
| Disziplin    | Gold                               | Silber                        | Bronze                           |
| ------------ | ---------------------------------- | ----------------------------- | -------------------------------- |
| Herreneinzel | Misha Zilberman                    | Daniel Chislov                | Ariel Shainski                   |
| Herreneinzel | Misha Zilberman                    | Daniel Chislov                | Maxim Grinblat                   |
| Dameneinzel  | Dana Kugel                         | Yana Molodezki                | Dana Danilenko                   |
| Dameneinzel  | Dana Kugel                         | Yana Molodezki                | Yuval Pugach                     |
| Herrendoppel | Daniel Chislov Yonathan Levit      | Ilia Shnaidman Matan Zyskind  | Maxim Grinblat Philip Perlov     |
| Herrendoppel | Daniel Chislov Yonathan Levit      | Ilia Shnaidman Matan Zyskind  | Alexander Bass Lior Kroitor      |
| Damendoppel  | Alina Pugach Yuval Pugach          | Dana Kugel Yana Molodezki     | Tatjana Altuhov Yuliya Shramkova |
| Damendoppel  | Alina Pugach Yuval Pugach          | Dana Kugel Yana Molodezki     | Heli Neiman Linoy Tamayev        |
| Mixed        | Misha Zilberman Svetlana Zilberman | Ariel Shainski Dana Danilenko | Alexander Bass Dana Kugel        |
| Mixed        | Misha Zilberman Svetlana Zilberman | Ariel Shainski Dana Danilenko | May Bar Netzer Sherry Rotshtein  |